# Creedence Clearwater Revival
|  | «CCR» redirigeix aquí. Vegeu-ne altres significats a «CCR (desambiguació)». |

Creedence Clearwater Revival, generalment referenciat com a CCR o simplement Creedence, és el nom d'una agrupació de rock clàssic fusionat amb country de finals dels 60, liderada per John Fogerty.

## Integrants
- John Fogerty: guitarra i veu
- Tom Fogerty: guitarra rítmica (fins a 1971)
- Stu Cook: baix
- Doug Clifford: bateria

## Història
La banda va començar com The Blue Velvets, formada per Tom Fogerty a El Cerrito, Califòrnia en els anys 1950.
A mitjans dels 1960 la banda signa contracte amb Fantasy Records i treu el seu primer àlbum: "Creedence Clearwater Revival" i el seu famós single "Suzie Q" (parts 1 i 2).
En l'àlbum Willy and the Poor Boys es va notar gran crítica social, oposició a l'armamentisme nuclear i a les pressions político-militars.
Van romandre junts durant uns anys, però després dels senzills "Have you ever seen the rain" i "Hey tonight", van córrer rumors de la separació del grup.
El febrer de 1971 Tom Fogerty es va separar del grup i va seguir com a solista, la qualitat de la banda va començar a decaure i l'octubre de 1972 es va dissoldre oficialment.
Des de 1993 Creedence Clearwater Revival forma part del Rock and Roll Hall of Fame.

## Discografia
- Creedence Clearwater Revival (1968)
- Bayou Country (1969), que inclou Proud Mary, segurament la seva cançó més coneguda.
- Green River (1969)
- Willy and the Poor Boys (1969)
- Cosmo's Factory (1970)
- Pendulum (1970)
- Mardi Gras (1972)
- Live in Europe (1973)
- The Concert (enregistrat a l'Oakland Coliseum, Califòrnia, el 31 de gener de 1970; editat el (1980).
- The Creedence Clearwater Revival Definitive Collection (1993)
- Creedence Clearwater Revival: Box Set, 6 CDs (2001)
- Bad Moon Rising: The Best of Creedence Clearwater Revival (2003)